# Nezamyslice
Nezamyslice este o comună și un oraș-târg din districtul Prostějov din regiunea Olomouc din Cehia. Are o populație de aproximativ 1.500 de locuitori.
Principalul obiectiv turistic al este Biserica Sfântul Venceslau, construită în stil baroc în 1697.

## Diviziuni administrative
Nezamyslice este format din două diviziuni administrative (în paranteze populația conform recensământului din 2021):
- Nezamyslice (1.414)
- Těšice (65)

## Geografie
Nezamyslice se află la aproximativ 17 kilometri (11 mi) sud de Prostějov⁠(d) și la 29 kilometri (18 mi) sud de Olomouc. Se găsește într-un peisaj agricol la granița dintre Dealurile Litenčice și Poarta Vyškov. Râul Haná curge prin oraș.

## Istorie
Prima mențiune scrisă despre Nezamyslice datează din anul 1276. Satul Těšice a fost menționat pentru prima dată în anul 1274. Până în 1383, satul a fost împărțit în trei părți cu proprietari diferiți; printre cei mai importanți proprietari s-au numărat Lorzii din Kravaře⁠(d) și Lorzii din Cimburk. În 1383, mănăstirea augustiniană din Lanškroun⁠(d) a cumpărat toate părțile. Mănăstirea a deținut Nezamyslice până la desființarea mănăstirii în 1784. În 1813, contele Segur a cumpărat satul. Din 1819 până la înființarea unei comune independente în 1848, Nezamyslice a fost proprietatea arhiducelui Franz Ferdinand al Austriei.

## Transporturi
Autostrada D1 de la Brno la Ostrava trece prin sudul orașului-târg.
Nezamyslice este situat pe liniile de cale ferată Brno– Šumperk și Vyškov⁠(d) – Uničov.

## Obiective turistice

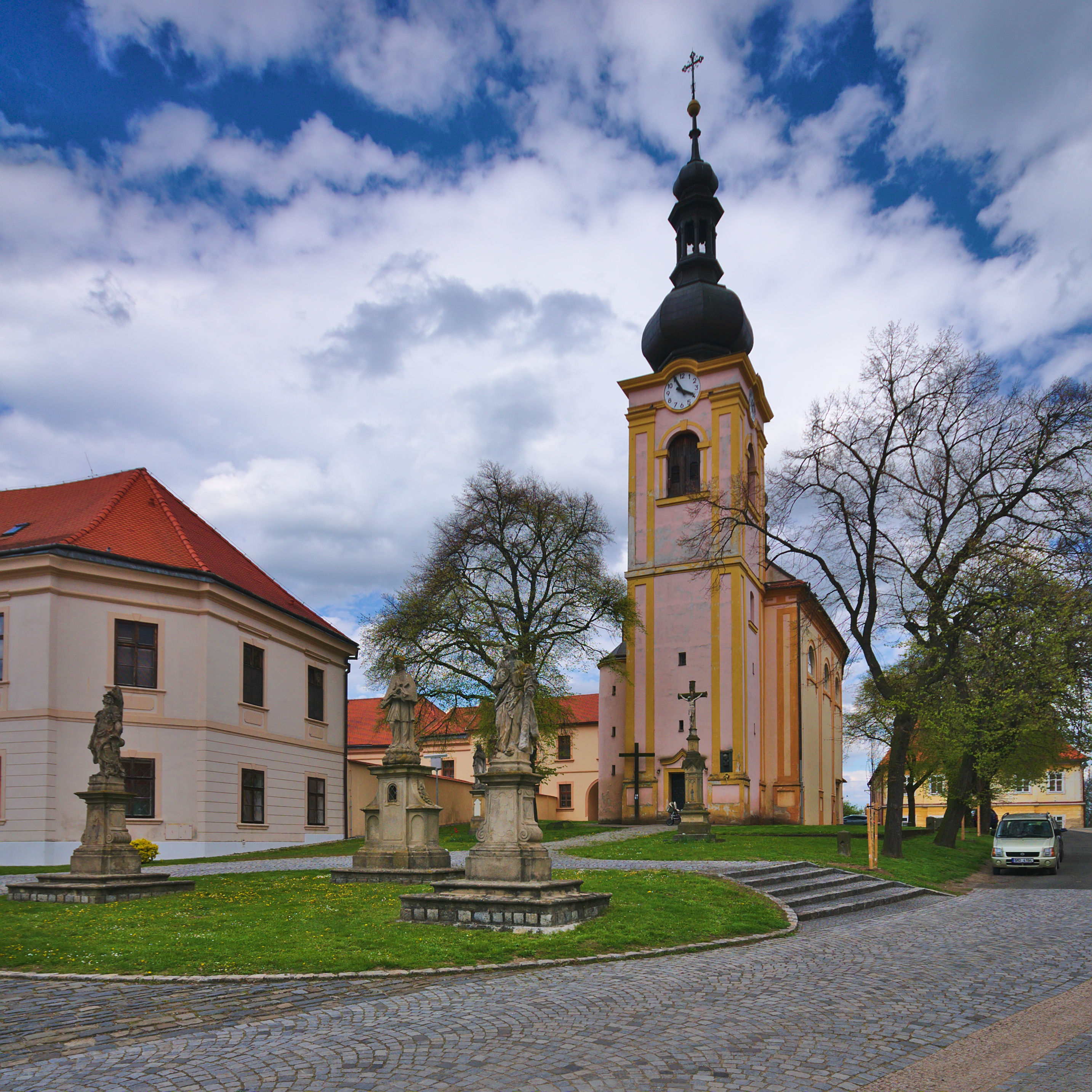
Biserica Sfântul Venceslau

Principalul obiectiv turistic al orașului Nezamyslice este Biserica Sfântul Venceslau. A fost construită în stil baroc în 1697.
Lângă biserică se află Castelul Nezamyslice. Este o clădire în stil baroc din 1764. În prezent găzduiește un institut de asistență socială. O parte a complexului castelului este un grânar baroc, construit în 1679.

## Persoane notabile
- Ian de Předbořice, preot din secolul al XIV-lea; stareț al Mănăstirii Nezamyslice